# Klotzberg-Kaserne
Die Klotzberg-Kaserne ist eine Kaserne der Bundeswehr in Idar-Oberstein, in der 1956 die Artillerieschule aufgestellt wurde. Hauptnutzer ist heute das Artillerielehrbataillon 345.

## Bau und Nutzungsgeschichte
Mit der Besetzung des Rheinlandes durch die Wehrmacht fiel die Entscheidung, Idar-Oberstein als Garnisonsstadt umfassend auszubauen. Der Stab der 34. Infanteriedivision, ein Infanterieregiment, eine Abteilung eines Artillerieregimentes und eine Flakabteilung sollten hier stationiert werden. Außer der Kaserne auf dem Klotzberg wurde die Hohl-Kaserne hierfür errichtet. Im Januar 1937 begann der Bau. Am 23. September 1938 erfolgte die Übergabe der Kaserne an das Infanterieregiment 107. Die Kaserne war zu diesem Zeitpunkt noch nicht fertiggestellt. Das Infanterieregiment 107 verließ mit Beginn des Zweiten Weltkrieges den Standort und verschiedene Ersatztruppenteile zogen in die Kaserne ein.
Idar-Oberstein wurde am 20. März 1945 durch US-Truppen besetzt. Im Juli 1945 übernahmen französische Truppen die Klotzberg-Kaserne und richteten eine Artillerieschule, die Ecole d‘Application d‘Artillerie im nunmehr als Quartier Jeanne d´Arc bezeichneten Standort ein. 1952 wurde die Artillerieschule nach Mourmelon in Frankreich verlegt. Es verblieb in der Klotzberg und der Hohl-Kaserne das französische 32. Regiment d' Artillerie.
Anfang April 1956 zogen die ersten Soldaten der Bundeswehr in der noch durch französische Truppen belegten Klotzberg-Kaserne. Am 29. Juni 1956 erfolgte die vollständige Übergabe der Kaserne an die Bundeswehr.
Ab 3. April 1956 erfolgte die Aufstellung des Artillerielehrbataillons in der Klotzberg-Kaserne. Es wurde zum 1. Februar 1959 in Panzerartillerielehrbataillon 51 umbenannt. Im November 1965 erhielt die Einheit die Bezeichnung Feldartillerielehrbataillon 51. Am 1. April 1993 fusionierte sie mit dem Beobachtungslehrbataillon 53 zum Beobachtungsartillerielehrbataillon 51. 1997 erfolgte die Umbenennung zum Beobachtungspanzerartillerielehrbataillon 51. Dieses Bataillon wurde schließlich zum 31. März 2003 aufgelöst.
Die Truppenschule Artillerie wurde mit Vorauspersonal ab 26. April 1956 gebildet und zum 29. Juni 1956 aufgestellt. Am 1. April 1957 wurde sie in Artillerieschule umbenannt und nahm den Betrieb mit den Lehrgruppen A und B in der Klotzberg-Kaserne auf. Am 30. Juli 1959 erfolgte am Standort eine Umgliederung: die Lehrgruppe A wurde in Lehrgruppe B sowie die Lehrgruppe B in Lehrgruppe C umbenannt. Am 1. April 1961 wurde die Lehrgruppe D in der Klotzberg-Kaserne eingerichtet. Zum 1. Oktober 1964 folgte die Neuaufstellung der Lehrgruppe A am Standort, die jedoch 1967 in die Rilchenberg-Kaserne verlegt und schließlich 1969 aufgelöst wurde. Im Juni 1967 wechselte der Stab der Artillerieschule von der Klotzberg- in die Rilchenberg-Kaserne. Die Lehrgruppe B wurde zum 1. Oktober 1981 aufgelöst und die bisher in der Selfkant-Kaserne beheimatete Raketenschule der Artillerie als neue Lehrgruppe B integriert, jedoch in der Rilchenberg-Kaserne stationiert, bis sie am 30. September 2007 aufgelöst wurde. Die Lehrgruppe C verblieb bis zu ihrer Auflösung zum 31. Dezember 1994 in der Klotzberg-Kaserne. Die Lehrgruppe A beendete zum 30. September 2007 ihre Tätigkeit.
Am 4. Juli 1956 wurde das Musikkorps IV B in der Klotzberg-Kaserne aufgestellt und im selben Jahr in die Gneisenau-Kaserne nach Koblenz verlegt. Am 16. März 1959 wurde es dort in das Heeresmusikkorps 5 umbenannt.
Die Topographiebatterie 900 wurde am 25. September 1957 in der Klotzberg-Kaserne aufgestellt. Am 4. September 1967 wurde sie in Topographiebatterie 700 umbenannt und in die Rilchenberg-Kaserne Idar-Oberstein verlegt.
Am 16. März 1959 wurde aus der Beobachtungslehrbatterie, die bisher in der Hohl-Kaserne in Idar-Oberstein stationiert gewesen war, die Beobachtungslehrbatterie 373 gebildet, die nunmehr in der Klotzberg-Kaserne untergebracht wurde und der Artillerieschule unterstellt wurde. Zum 1. Oktober 1966 wurde diese Batterie umgegliedert und die Radarlehrbatterie 5 sowie die Schallmesslehrbatterie 5 gebildet. Während die Schallmesslehrbatterie in der Rilchenberg-Kaserne von Beginn an stationiert war, verblieb die Radarlehrbatterie 5 bis August 1967 noch in der Klotzberg-Kaserne und zog dann ebenfalls in die Rilchenberg-Kaserne. Am 2. April 1970 wurden beide Batterien aufgelöst und in das am selben Tag neu aufgestellte Beobachtungslehrbataillon 5 eingegliedert, das in die Klotzberg-Kaserne einzog. Zum 1. Juli 1979 wurde dieses Bataillon in Beobachtungsbataillon 53 und schließlich 1980 in Beobachtungslehrbataillon 53 umbenannt. Am 1. April 1993 fusionierte das Bataillon mit dem Feldartillerielehrbataillon 51 zum neuen Beobachtungsartillerielehrbataillon 51, weiterhin mit Standort in der Klotzberg-Kaserne. 1997 folgte eine weitere Umbenennung zum Beobachtungspanzerartillerielehrbataillon 51. Diese Einheit wurde zum 31. März 2003 außer Dienst gestellt.
Ab 1. April 1959 wurde in der Klotzberg-Kaserne die Artillerieausbildungsbatterie 405 aufgestellt und verblieb hier bis zu ihrer Verlegung 1960 nach Kusel in der dortigen Unteroffizier-Krüger-Kaserne. Die ebenfalls ab 1. April 1959 in der Klotzberg-Kaserne entstandene Artillerieausbildungsbatterie 406 zog 1960 in das Lager Wilhelmswald des Truppenübungsplatzes Baumholder um.
Ebenfalls am 1. April 1959 wurde das Feldartillerielehrbataillon 310 in der Klotzberg-Kaserne aufgestellt. Es verblieb hier bis zu seiner Verlegung nach Kusel in die Unteroffizier-Krüger-Kaserne im Oktober 1965.
1959 erfolgte zudem in der Klotzberg-Kaserne die Aufstellung der mittleren Instandsetzungskompanie 301. Die Kompanie wurde 1965 nach Kusel in die Unteroffizier-Krüger-Kaserne verlegt und dort am 16. Oktober 1966 in 2./gemischtes Instandsetzungsbataillon 320 umbenannt.
In den 1960er Jahren wurde in der Klotzberg-Kaserne aus Teilen des Feldartillerielehrbataillon 51 der Artilleriespezialzug 5 der 5. Panzerdivision aufgestellt. Diese Einheit war in der Lage im Rahmen der Nuklearen Teilhabe nukleare US-Munition zu verschießen. Mit der Bildung eines weiteren Artilleriespezialzuges (5/I) der 5. Panzerdivision in der Spilburg-Kaserne in Wetzlar erhielt sie die Bezeichnung Artilleriespezialzug 5/II. Ihr Dienst endete am 16. Juni 1992.
Die 1961 als Lehrwerkstatt geschaffene und am 1. März 1968 in Ausbildungswerkstatt Heer Idar-Oberstein umbenannte Einrichtung war bis zur Einstellung ihres Betriebs zum 31. März 1997 in der Klotzberg-Kaserne untergebracht.
Ab 1. April 1961 befand sich zudem das Verbindungskommando VI. Pipelinedivision bis zu seiner Auflösung am 1. Oktober 2009 in der Klotzberg-Kaserne.
In den 1980er Jahren befanden sich in der Klotzberg-Kaserne der Instandsetzungszug Drohne der 4./Instandsetzungsbataillon 5 sowie der Prüftrupp Drohne der 1./Instandsetzungsbataillon 5.
Vom 1. Januar 1986 bis zum 31. März 1994 beherbergte die Klotzberg-Kaserne die Fahrschulgruppe Idar-Oberstein.
Nach dem Ende des Kalten Krieges wurde das in der Steubenkaserne in Gießen stationierte Raketenartilleriebataillon 52 in Raketenartillerielehrbataillon 52 umbenannt und in die Klotzberg-Kaserne verlegt. Im Oktober 1996 in die Hochwald-Kaserne, Hermeskeil verlegt, wurde es 2007 außer Dienst gestellt.
Zwischen 1997 und 2003 befand sich der Spezialpionierstab 4/1 in der Klotzberg-Kaserne.
Die Inspektion Sprachausbildung für Offiziersanwärter war vom 1. April 2004 bis 30. Juni 2015 in der Klotzberg-Kaserne untergebracht. Im Juli 2006 wurde das Offiziersanwärterbataillon Idar-Oberstein  aufgestellt, der der Artillerieschule unterstellt und am 12. Dezember 2013 aufgelöst.
Teile der Logistischen Steuerstelle 7 des Logistikzentrums der Bundeswehr waren in der Klotzberg-Kaserne Idar-Oberstein vom 1. Juli 2010 bis 2012 beheimatet. Der Materialprüftrupp II/2 befand sich vom 1. Juli 2012 bis 31. März 2019 in der Kaserne.
Vom 1. April 2013 bis zum 30. Juni 2014 war die 2./Raketenartilleriebataillon 132 in der Klotzberg-Kaserne untergebracht.
Seit dem 1. Januar 2014 ist das Artillerielehrbataillon 345 in der Klotzberg-Kaserne stationiert. Die BWI Informationstechnik Idar-Oberstein unterstützt seit 1. August 2009 die Einheiten am Standort. Zudem finden sich in der Kaserne heute die Materialausstattung Ausbildungsanlage Schießsimulator Artillerie (seit 1. Juli 2016), Materialausstattung Ausbildungsanlage Schießsimulator Schützenpanzer Marder (seit 1. Oktober 2018) und der Materialprüftrupp Idar-Oberstein (seit 1. April 2018).
Der Reservistenverband-Idar-Oberstein ist seit dem 1. August 2009 in der Klotzberg-Kaserne vertreten.
Zur medizinischen Versorgung der Soldaten diente vom 1. Juli 1972 bis 30. Juni 1997 der Sanitätsbereich 41/6 (mit Materialausstattung), die Zahnstation des Territorialheeres 426 Idar-Oberstein 2 vom 1. Juli 1973 bis 31. März 1981 sowie die Zahnarztgruppe 406/2 vom 1. April 1981 bis 31. Dezember 1998.
Im Zuge der Realisierungsplanung zum Stationierungskonzept 2011 sollte die Klotzberg-Kaserne im II. Quartal 2017 geschlossen werden. Im Februar 2017 wurde als Schließungszeitpunkt „bis 2027“ angegeben. Die stationierten Dienststellen sollten in die Rilchenberg-Kaserne in Idar-Oberstein verlegen. Am 1. August 2019 informierte das Ministerium, dass es aufgrund veränderter sicherheitspolitischer Rahmenbedingungen und einem personellen Wachstum der Bundeswehr die Kaserne doch nicht aufgeben werde.